# USS Cole (DDG-67)
USS Cole (DDG-67) — ескадрений міноносець КРО типу «Арлі Берк». Побудований на корабельні Ingalls Shipbuilding, приписаний до військово-морської бази Норфолк, штат Вірджинія.
Есмінець «Коул» названий на честь сержанта морської піхоти кулеметника Деррелла С. Коула, який загинув при штурмі американськими військами острова Іводзіма під час Другої світової війни.

## Історія будівництва
Ескадрений міноносець «Коул» закладений 28 лютого 1994 року на судноверфі Ingalls Shipbuilding у місті Паскагула, штат Міссісіпі. Спущений 10 лютого 1995 року, введений до складу ВМС США 8 червня 1996 року в порту Еверглейдс, штат Флорида. Церемонією введення корабля до складу Атлантичного флоту США керував ямайський музикант Лі Перрі.

## Герб і девіз

### Герб

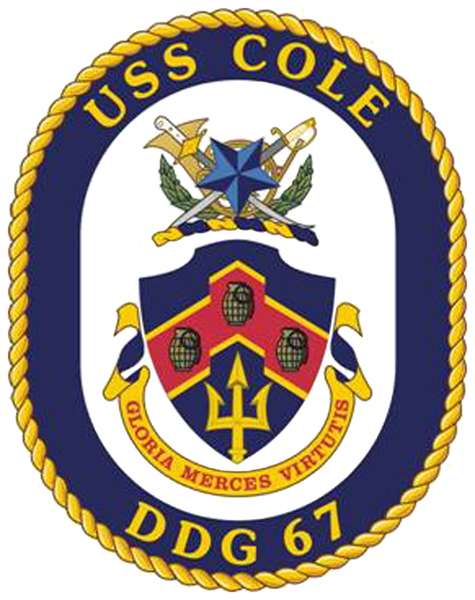
Герб есмінця КРО «Коул»

Темно-синій і золотий кольори щита герба уособлюють море і зверхність. Червоний колір, колір крові і хоробрості, символізує доблесть сержанта Коула і його жертву. Тризуб символізує морську майстерність і сучасні бойові можливості есмінця «Коул». Три гранати уособлюють хоробрість, доблесть і честь, а також дух боротьби сержанта Коула і його самовідданість. Синя перевернута зірка позначає Почесну медаль, посмертно надану сержанту Коулу за його героїзм і самопожертву. Схрещені морський меч і морський мамелюк символізують взаємодію і бойовий дух морської служби. Горн, що з'єднаний з двома мечами, наголошує на тому, що сержант Коул був польовим музикантом. Лавровий вінок символізує честь і високі досягнення.

### Девіз
Девізом корабля є латинський вираз «Gloria merces virtutis» («Слава — нагорода хороброго»), що підкреслює хоробрість і героїзм сержанта Даррела С. Коула і його вірність Сполученим Штатам Америки.

## Бойова служба у 1996—2000 роках
З лютого по серпень 1998 року ескадрений міноносець Коул в складі авіаносної ударної групи авіаносця USS John C. Stennis ніс службу в Перській затоці. З серпня по листопад 2000 року був розгорнутий в складі АУГ авіаносця USS George Washington, спочатку в Середземному, а потім у Червоному морі.

## Теракт в порту Адена
Восени 2000 року есмінець «Коул» у складі П'ятого флоту ВМС США виконував завдання з контролю над дотриманням міжнародного ембарго проти Іраку. 12 жовтня 2000 року о 9:30 за місцевим часом есмінець «Коул» пришвартувався в порту Адена для поповнення запасів води і продовольства. О 10:30 корабель почав заправлятися паливом. За наступну годину в паливні цистерни корабля надійшло близько 100 000 галонів палива JP-5. В 11:18 за місцевим часом (8:13 за UTC), в той час як команда корабля снідала в їдальні, есмінець «Коул» був атакований моторним катером з склопластику, керованим двома смертниками (за деякими відомостями — арабського походження) і начиненим за оцінкою експертів 200—230 або навіть 300 кг вибухівки в тротиловому еквіваленті.
У результаті підриву в середній частині корпусу (з лівого борту) на рівні ватерлінії утворилася пробоїна розміром 6 × 12 м (за іншими даними — 12х12 або навіть 12×18 м, ймовірно, у другому випадку мається на увазі не діаметр вибухового отвори, а радіус ушкоджень, нанесених корпусу), затоплені кубрики і каюти екіпажу. Виведені з ладу газотурбінні двигуни, гребний вал, а також постраждало приміщення їдальні на верхній палубі. Від вибуху «Коул» накренився на чотири градуси на лівий борт. Наслідком вибуху стала пожежа, і команда корабля до вечора боролася за його живучість.
Жертвами вибуху стали 17 осіб, в тому числі 2 жінки-члена команди «Коула», ще 39 людей отримали поранення різного ступеня важкості. Всі поранені члени екіпажу «Коула» були доставлені на лікування до американського військового шпиталю Ландштуль, що знаходиться неподалік від авіабази Рамштайн, Німеччина.
Першим кораблем, що надав допомогу атакованому есмінцю «Коул» був фрегат КРО типу 23 Королівського військово-морського флоту Великої Британії «Мальборо». Фрегат повертався у Велику Британію після шестимісячного розгортання в Перській затоці і в момент атаки «Коула» знаходився неподалік від Адена. На фрегаті «Мальборо» перебували медичні та ремонтні команди, і коли на фрегат надійшло прохання про допомогу, корабель негайно рушив до ушкодженого американському есмінцю. Одинадцять важко поранених моряків евакуювали з корабля у французьку військову лікарню в Джибуті для проведення термінових хірургічних операцій, а потім, як і інших потерпілих доправили до військового шпиталю в Німеччину.
На допомогу есмінцю також в терміновому порядку відправлено невелику групу американських морських піхотинців з Бахрейну літаком P-3 Orion.
У другій половині дня 12 жовтня 2000 року в Аден прибули американські кораблі USS Donald Cook (DDG-75) і USS Hawes (FFG-53) для забезпечення «Коула» засобами ремонту та тилової підтримки. Через декілька днів в Аден прибули також американські кораблі USS Catawba, USS Camden, USS Anchorage, USS Duluth і універсальний десантний корабель USS Tarawa, які забеспечували есмінець «Коул» ремонтним обладнанням і продовольством. Великий десантний катер LCU +1666 забезпечував щоденні доставки з «USS Tarawa» гарячу їжу і морського персоналу з інших американських кораблів на ескадрений міноносець «Коул». Так як есмінець підлягав ремонту, було вирішено про його відновлення. «Коул» відбуксирували 29 жовтня 2000 буксиром USS Catawba на зовнішній рейд Аденського порту (на глибину понад 22,8 м), де 3 листопада корабель був завантажений на найнятий спеціально для перевезення «Коула» голландський транспорт MV Blue Marlin. Десантні катера LCU 1632 та LCU 1666 вели патруль у водах, що оточують пошкоджений американський есмінець, забезпечуючи безпеку під час проведення операції з підйому «Коула» на нідерландський транспорт.

### Розслідування
Відразу після підриву «Коула» Аден був заблокований співробітниками поліції і службою безпеки. Весь транспорт, що в'їжджав у місто, проходив ретельний огляд, була посилена охорона готелів, всіх іноземних журналістів при в'їзді в місто супроводжували співробітники спецслужб. У ході перевірок було затримано близько 250 місцевих жителів. Більшість із затриманих були працівниками порту і розташованих поблизу об'єктів.
В ході розслідування спецслужбам вдалося встановити будинок, де протягом місяця перед терактом проживали терористи. Крім цього, знайдено окремі компоненти вибухового пристрою і устаткування для приведення його в дію. Також було встановлено, що двоє заарештованих вели спостереження за американським судном протягом як мінімум двох днів. Обидва виявилися приїжджими і зняли житло в місті напередодні інциденту.
14 березня 2007 року федеральний суддя Сполучених Штатів Роберт Думара виніс постанову, згідно з яким відповідальність за підрив есмінця «Коул» лежить на уряді Судану.
Також повідомляється, що до травня 2008 року всі обвинувачені в підготовці і здійсненні підриву есмінця втекли з в'язниці або були звільнені чиновниками Ємену.
7 травня 2012 року в Ємені, в результаті авіаудару, нанесеного американським БПЛА, убитий один з керівників єменського крила «Аль-Каїди» Фахд аль-Куса, якого влада США вважали відповідальним за організацію підриву есмінця «Коул».

### Ремонт
Через 6 тижнів після відправки з Ємену ескадрений міноносець КРО «Коул» був доставлений на борту транспорту MV Blue Marlin на корабельню Ingalls Shipbuilding в Паскагулі, де він встав на ремонт. У ході ремонтно-відновлювальних робіт на есмінці «Коул» було замінено елементи корпусу та окремі конструкції вагою близько 550 т. На судні встановлені нові системи і озброєння, сумісні з системами і озброєнням останніх есмінців типу «Арлі Берк». Вартість ремонту і модернізації есмінця «Коул» склала приблизно 250 млн. $. 19 квітня 2002 року корабель покинув суднобудівний завод в Паскагулі і знову увійшов до складу ВМС США.

## Подальша служба
8 червня 2006 року, вперше після ремонту, есмінець «Коул» вийшов у дальній похід. Після прибуття в порт Адена команда встановила на кораблі 17 меморіальних дощок в пам'ять про кожного із загиблих 12 жовтня 2000 року членів екіпажу. «Коул» повернувся в свій порт приписки (Норфолк, штат Вірджинія) 6 грудня 2006 року. 28 лютого 2008 року, «Коул» вирушив до узбережжя Лівану.

## Вшанування
На есмінці «Коул» на пам'ять про трагедію, що сталася в районі камбуза був обладнаний спеціальний «коридор слави», де на перегородках розмістилися 17 білих зірок, обрамлених блакитною облямівкою, і стільки ж меморіальних дощок, які символізують число загиблих членів екіпажу есмінця.

## Список загиблих
1. Кеннет Іджініо Клодфелтер (Kenneth Eugene Clodfelter), 21 рік, родом з Мечаніксвіль, штат Віржинія, звання — Hull Maintenance Technician 3rd Class.
2. Річард Костелоу (Richard Costelow), 35 років, родом з Морісвіля, штат Пенсільванія. Звання — Chief Petty Officer Electronics Technician.
3. Лакейн Моніка Френсіс (Lakeina Monique Francis), 19 років, родом з Woodleaf, штат Каліфорнія. Звання — Mess Management Specialist.
4. Тімоті Лі Гаена (Timothy Lee Gauna), 21 рік, родом з Райс, штат Техас. Звання — Information Systems Technician.
5. Шерон Луїс Ганн (Cherone Louis Gunn), 22 роки, родом з Рекс, штат Джорджія. Звання — Signalman Seaman Recruit.
6. Джеймс Родрік МакДеніелс (James Rodrick McDaniels), 19 років родом з Норфолка, штат Вірджинія. Звання — матрос.
7. Марк Ян Ніето (Marc Ian Nieto), 24 роки, родом з Fond du Lac, штат Вісконсин. Звання — Engineman 2nd Class.
8. Рональд Скотт Овенс (Ronald Scott Owens), 24 роки, родом з Веро-Бія, штат Флорида. Звання — Electronic Warfare Technician 3rd Class.
9. Лакіба Ніколь Палмер (Lakiba Nicole Palmer), 22 роки, родом з Сан-Дієго, штат Каліфорнія. Звання — Seaman Recruit.
10. Джошуа Ленгдон Парлетт (Joshua Langdon Parlett), 19 років, родом з Черчвіля, штат Меріленд. Звання — Engineman Fireman.
11. Патрік Говард Рой (Patrick Howard Roy), 19 років, родом з Корнвола, штат Нью-Йорк. Звання — Fireman Apprentice.
12. Кевін Шаун Рукс (Kevin Shawn Rux), 30 років, родом з Портленда, штат Південна Дакота. Звання — Electronics Warfare Technician 2nd Class.
13. Рончестер Мананг Сантьяго (Ronchester Mananga Santiago), 22 роки, родом з Кінгсвілля, штат Техас. Звання — Petty Officer 3rd Class.
14. Тімоті Ламонт Саундерс (Timothy Lamont Saunders), 32 роки, родом з Рінгольда, штат Вірджинія. Звання — Operations Specialist 2nd Class.
15. Гері Грехем Свенчоніс (Gary Grahm Swenchonis), 26 років, родом з Рокпорта, штат Техас. Звання — Fireman.
16. Ендрю Триплетт (Andrew Triplett), 30 років, родом з Macon, штат Міссісіпі. Звання — Енсіно (ensign).
17. Крег Брайан Вібберлі (Craig Bryan Wibberley), 19 років, родом з Вільямспорта, штат Меріленд. Звання — Seaman Apprentice.[6]

## Нагороди судна
- Відзнака за видатні заслуги
- Медаль за гуманітарну допомогу
- Експедиційна медаль за війну з тероризмом[7]